# Kościół w Boge
Kościół w Boge – świątynia należąca do diecezji Visby Kościoła Szwecji. Znajduje się w północno-wschodniej części Gotlandii.

## Architektura
Tutejszy kościół to świątynia wczesnogotycka. Najstarszymi jej częściami są prezbiterium i zakrystia, pochodzące z połowy XIII wieku. Nawa jest nieco późniejsza, zastąpiła ona wcześniejszą, romańską nawę. Wieża, którą można dziś oglądać, powstała dopiero w latach 1867-1892, ponieważ poprzednia zawaliła się podczas burzy w 1857 roku. Wówczas poważnych szkód doznała również nawa, jednak później ją odbudowano.
Elementem wyróżniającym tutejszy kościół spośród innych świątyń Gotlandii jest pojedyncza przypora wzniesiona po wspomnianej wyżej burzy w celu zabezpieczenia budowli. Rzeźbiony portal główny pochodzi dopiero z połowy XIV wieku.

## Wnętrze

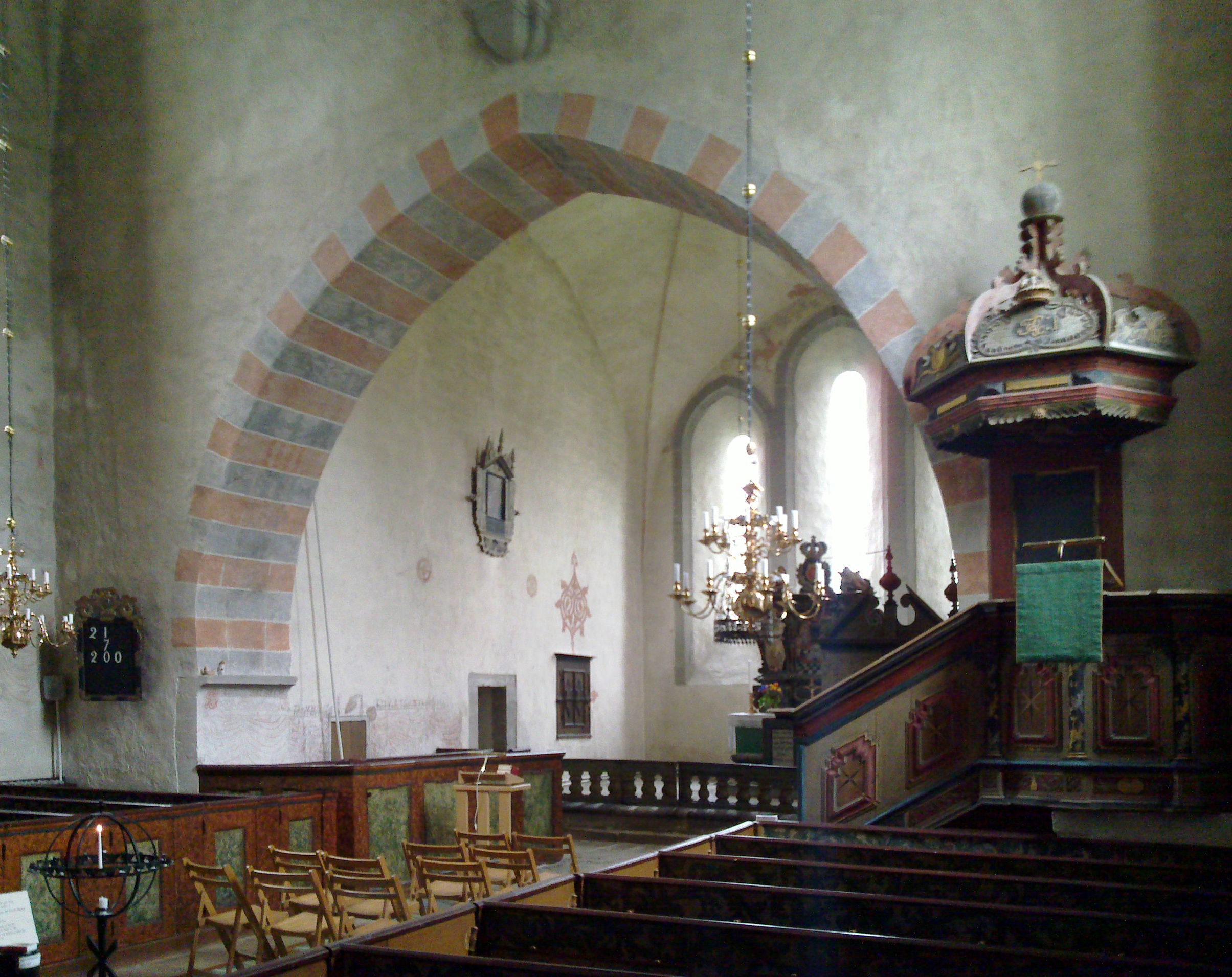
Wnętrze

Wnętrze świątyni zdobią dwie grupy średniowiecznych fresków. Starsze malowidła pochodzą z okresu budowy kościoła, zaś młodsze z połowy XV wieku. Te późniejsze są prawdopodobnie autorstwa Mistrza Męki Pańskiej.
Większość wyposażenia kościoła (ołtarz z piaskowca czy ambona) pochodzi z XVIII wieku, z wyjątkiem XIII-wiecznej wapiennej chrzcielnicy i dużego, metalowego średniowiecznego żyrandola. W prezbiterium znajdują się również średniowieczne płyty nagrobne.